# Kim Warwick
Pour les articles homonymes, voir Warwick.
Kim Warwick, né le 8 avril 1952 à Sydney, est un joueur de tennis australien.
Il a remporté six tournois du Grand Chelem : 4 en double messieurs (3 fois l'Open d'Australie et 1 fois Roland-Garros) et 2 en double mixte. Il a atteint, en simple, la finale de l'Open d'Australie.

## Parcours dans les tournois duGrand Chelem

### En simple
| Année | Open d'Australie | Open d'Australie | Internationaux de France | Internationaux de France | Wimbledon       | Wimbledon     | US Open         | US Open       | Open d'Australie | Open d'Australie |
| ----- | ---------------- | ---------------- | ------------------------ | ------------------------ | --------------- | ------------- | --------------- | ------------- | ---------------- | ---------------- |
| 1971  | —                | —                | —                        | —                        | 1er tour (1/64) | F. Stolle     | —               | —             | n.o.             | n.o.             |
| 1972  | 2e tour (1/16)   | A. Stone         | 1er tour (1/64)          | G. Vilas                 | 1er tour (1/64) | J. Fillol     | —               | —             | n.o.             | n.o.             |
| 1973  | 1er tour (1/32)  | M. Senior        | 1er tour (1/64)          | R. Taylor                | —               | —             | —               | —             | n.o.             | n.o.             |
| 1974  | 2e tour (1/16)   | J. Newcombe      | —                        | —                        | 3e tour (1/16)  | J. Fillol     | 1er tour (1/64) | I. Năstase    | n.o.             | n.o.             |
| 1975  | 1/4 de finale    | J. Connors       | —                        | —                        | 3e tour (1/16)  | T. Okker      | 2e tour (1/32)  | O. Parun      | n.o.             | n.o.             |
| 1976  | 1/8 de finale    | T. Roche         | 1er tour (1/64)          | H. Solomon               | 3e tour (1/16)  | I. Năstase    | 3e tour (1/16)  | R. Tanner     | n.o.             | n.o.             |
| 1977  | 1er tour (1/32)  | C. Dibley        | 2e tour (1/32)           | P. McNamee               | 1/8 de finale   | B. Bertram    | 1er tour (1/64) | M. Cahill     | 1er tour (1/32)  | P. McNamee       |
| 1978  | n.o.             | n.o.             | 1er tour (1/64)          | P. Dominguez             | 2e tour (1/32)  | J. Connors    | 1er tour (1/64) | C. Dowdeswell | 1/8 de finale    | A. Ashe          |
| 1979  | n.o.             | n.o.             | 2e tour (1/32)           | B. Gottfried             | 1er tour (1/64) | C. Letcher    | 1er tour (1/64) | T. Rocavert   | 1/8 de finale    | J. Sadri         |
| 1980  | n.o.             | n.o.             | 2e tour (1/32)           | E. Teltscher             | 2e tour (1/32)  | Ti. Gullikson | —               | —             | Finale           | B. Teacher       |
| 1981  | n.o.             | n.o.             | —                        | —                        | —               | —             | —               | —             | 1/4 de finale    | H. Pfister       |
| 1982  | n.o.             | n.o.             | —                        | —                        | 1er tour (1/64) | J. Alexander  | 1/4 de finale   | I. Lendl      | —                | —                |
| 1983  | n.o.             | n.o.             | —                        | —                        | —               | —             | 3e tour (1/16)  | J. Nyström    | 1er tour (1/64)  | R. Tanner        |
| 1984  | n.o.             | n.o.             | —                        | —                        | —               | —             | —               | —             | 2e tour (1/32)   | M. Doyle         |

N.B. : à droite du résultat se trouve le nom de l'ultime adversaire.

### En double
| Année | Open d'Australie           | Open d'Australie       | Internationaux de France   | Internationaux de France | Wimbledon                   | Wimbledon             | US Open                    | US Open                | Open d'Australie         | Open d'Australie      |
| ----- | -------------------------- | ---------------------- | -------------------------- | ------------------------ | --------------------------- | --------------------- | -------------------------- | ---------------------- | ------------------------ | --------------------- |
| 1971  | 1er tour (1/16) Thomson    | R. Lutz Pasarell       | —                          | —                        | 2e tour (1/16) McDonald     | H. Irvine Pattison    | —                          | —                      | n.o.                     | n.o.                  |
| 1972  | 1er tour (1/16) McDonald   | J.-P. Meyer N'Godrella | 1er tour (1/32) D. Lloyd   | Graebner H. Rahim        | 1er tour (1/32) McDonald    | Graebner D. Stockton  | —                          | —                      | n.o.                     | n.o.                  |
| 1973  | 1/8 de finale McDonald     | Carmichael A. Stone    | 1/4 de finale M. Estep     | Fassbender Pohmann       | —                           | —                     | 1/8 de finale I. Fletcher  | R. Emerson R. Laver    | n.o.                     | n.o.                  |
| 1974  | 1/2 finale I. Fletcher     | R. Case G. Masters     | —                          | —                        | 1er tour (1/32) I. Fletcher | I. Molina J. Velasco  | 2e tour (1/16) I. Fletcher | A. Metreveli R. Taylor | n.o.                     | n.o.                  |
| 1975  | 1/2 finale S. Ball         | Alexander P. Dent      | —                          | —                        | 2e tour (1/16) M. Estep     | R. Lutz S. Smith      | 1/8 de finale S. Ball      | F. McNair S. Stewart   | n.o.                     | n.o.                  |
| 1976  | 1/4 de finale S. Ball      | Newcombe T. Roche      | 1/8 de finale D. Crealy    | Gottfried R. Ramírez     | 2e tour (1/16) D. Crealy    | B. Borg G. Vilas      | 1er tour (1/32) S. Ball    | R. Case G. Masters     | n.o.                     | n.o.                  |
| 1977  | 1/4 de finale S. Ball      | S. Stewart B. Hewitt   | 1er tour (1/32) P. Dent    | J. Delaney S. Menon      | 1/4 de finale S. Ball       | Alexander P. Dent     | 1/2 finale S. Ball         | R. Ramírez Gottfried   | 1/8 de finale S. Ball    | R. Drysdale R. Lewis  |
| 1978  | n.o.                       | n.o.                   | 1/8 de finale C. Dibley    | D. Stockton Van Dillen   | 1/8 de finale S. Ball       | W. Fibak T. Okker     | 1/4 de finale V. Pecci     | W. Fibak T. Okker      | Victoire W. Fibak        | P. Kronk C. Letcher   |
| 1979  | n.o.                       | n.o.                   | 1er tour (1/32) P. Fleming | J. Andrew J. Soares      | 1er tour (1/32) S. Ball     | J. Kodeš T. Šmíd      | 1er tour (1/32) S. Ball    | A. Gómez R. Ycaza      | 1er tour (1/16) S. Ball  | C. Letcher P. Kronk   |
| 1980  | n.o.                       | n.o.                   | 1/8 de finale Edmondson    | Bertolucci A. Panatta    | 2e tour (1/16) Edmondson    | Günthardt F. McMillan | —                          | —                      | Victoire Edmondson       | McNamara McNamee      |
| 1981  | n.o.                       | n.o.                   | —                          | —                        | —                           | —                     | —                          | —                      | Victoire Edmondson       | H. Pfister J. Sadri   |
| 1982  | n.o.                       | n.o.                   | —                          | —                        | 1/4 de finale Edmondson     | McNamara McNamee      | 1/4 de finale Edmondson    | Gottfried R. Ramírez   | —                        | —                     |
| 1983  | n.o.                       | n.o.                   | —                          | —                        | —                           | —                     | 2e tour (1/16) V. Amaya    | R. Seguso C.B. Strode  | 2e tour (1/16) W. Masur  | P. Fleming J. McEnroe |
| 1984  | n.o.                       | n.o.                   | —                          | —                        | 2e tour (1/16) B. Drewett   | B. Dyke W. Masur      | 2e tour (1/16) B. Drewett  | G. Barbosa J. Fillol   | 1/8 de finale B. Drewett | Alexander L. Bourne   |
| 1985  | n.o.                       | n.o.                   | Victoire Edmondson         | Glickstein Simonsson     | 1er tour (1/32) Edmondson   | D. Dowlen N. Odizor   | 1/8 de finale Edmondson    | K. Curren J. Kriek     | Finale Edmondson         | Annacone van Rensburg |
| 1986  | n.o.                       | n.o.                   | 1er tour (1/32) Edmondson  | R. Acuña L. Lavalle      | 1er tour (1/32) Edmondson   | C. Kennedy D. Tyson   | 2e tour (1/16) S. Denton   | P. McEnroe K. Jones    | n.o.                     | n.o.                  |
| 1987  | 2e tour (1/16) Edmondson   | A. Emerson D. Tyson    | 1/4 de finale S. Stewart   | G. Forget Y. Noah        | 1er tour (1/32) S. Stewart  | R. Acuña M. Freeman   | 1/8 de finale E. Korita    | S. Casal E. Sánchez    | n.o.                     | n.o.                  |
| 1988  | 2e tour (1/16) S. Barr     | Chamberlin S. Stewart  | —                          | —                        | 1er tour (1/32) J. Ross     | J. Lloyd S. Shaw      | 1er tour (1/32) S. Stewart | R. Leach J. Pugh       | n.o.                     | n.o.                  |
| 1989  | 1er tour (1/32) S. Stewart | Fitzgerald A. Järryd   | —                          | —                        | —                           | —                     | —                          | —                      | n.o.                     | n.o.                  |

N.B. : le nom du ou de la partenaire se trouve sous le résultat ; le nom des ultimes adversaires se trouve à droite.

### En double mixte
- Roland-Garros : vainqueur en 1972 et 1976
- Wimbledon : finaliste en 1972